# كأس يوغوسلافيا 1988–89
كأس يوغوسلافيا 1988–89 هو الموسم 41 من بطولة كرة القدم الأوكرانية للهواة ‏. أشرف على تنظيمه اتحاد صربيا لكرة القدم، وفاز فيه نادي بارتيزان.